# (33985) 2000 NG25
2000 NG25 (asteroide 33985) é um asteroide da cintura principal. Possui uma excentricidade de 0.21310700 e uma inclinação de 11.80830º.
Este asteroide foi descoberto no dia 4 de julho de 2000 por LONEOS em Anderson Mesa.